# Гренцах-Вилен
Гре́нцах-Ви́лен (нем. Grenzach-Wyhlen, алем. нем. Chrenzach-Wyhle) — коммуна в Германии, в земле Баден-Вюртемберг.
Подчиняется административному округу Фрайбург. Входит в состав района Лёррах. Население составляет 14 027 человек (на 31 декабря 2010 года). Занимает площадь 17,32 км².
Коммуна подразделяется на 2 сельских округа.

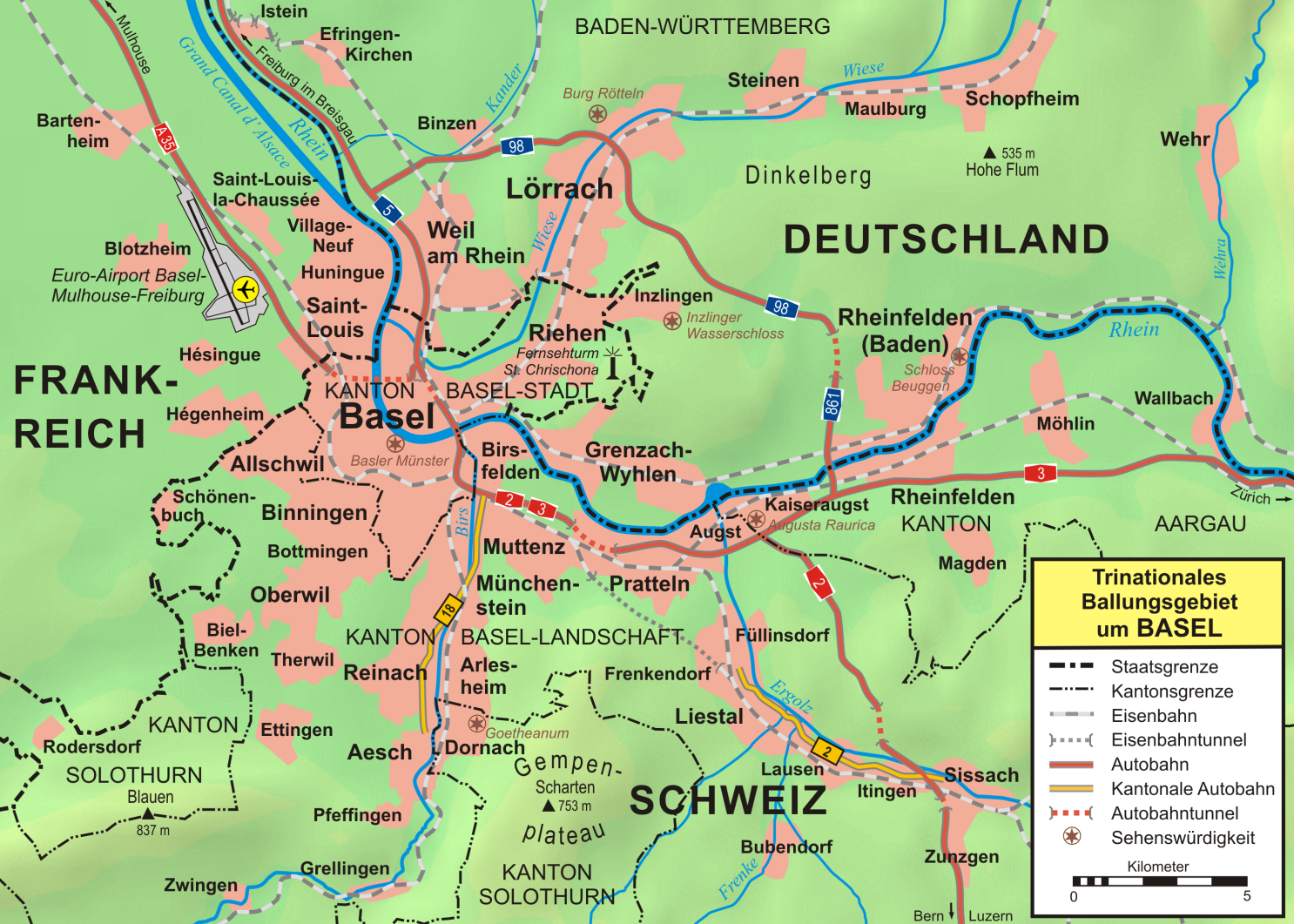
Гренцах-Вилен